# Paul Fredericq
Paul Fredericq (* 12. August 1850 in Gent; † 23. März 1920 ebenda) war ein belgischer Historiker.

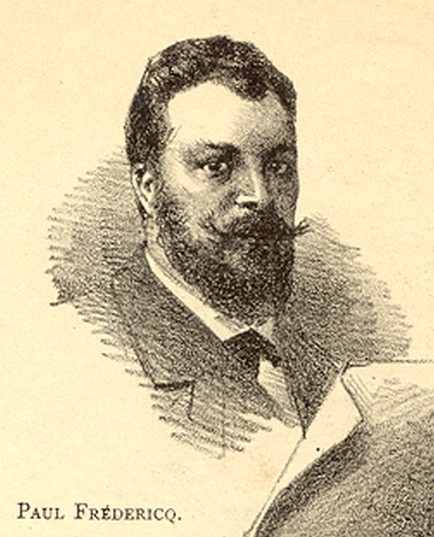
Paul Fredericq

Fredericq konvertierte in seiner Jugend zum Protestantismus, besuchte das Königliche Athenäum in Gent und studierte an der Universität Lüttich, wo er 1871 sein Lehramtsexamen ablegte. Danach war er Lehrer in Mechelen und Arlon. 1875 wurde er in Lüttich im Fach Geschichte promoviert (Essai sur le rôle politique et social des ducs de Bourgogne dans les Pays-Bas) und wurde dort Professor. 1883 wurde er Nachfolger von Jacob Heremans als Professor in Gent. Während der deutschen Besetzung im Ersten Weltkrieg war er gegen Kollaboration und wurde deshalb 1916 nach Deutschland zusammen mit seinem Kollegen Henri Pirenne deportiert, wo er gezwungen wurde, sich in Gütersloh, Jena und Bürgel aufzuhalten. 1919 wurde er Rektor der Universität Gent; dieses Amt gab er wegen antiflämischer Kampagnen bald darauf auf.
Fredericq war als Liberaler in der flämischen Bewegung aktiv. 1891 bis 1895 war er für die Liberalen im Stadtrat. Er war Präsident des Willemsfonds in Gent und Herausgeber von Het Volksbelang. Außerdem gründete er 1894 die Volkshochschulbewegung Hooger Onderwijs voor het Volk. Fredericq setzte sich für den Unterricht des Flämischen an belgischen Schulen ein.
Fredericq befasste sich insbesondere mit der Religionsgeschichte Belgiens im 16. Jahrhundert (zum Beispiel der Inquisition) und der Geschichte der Flämischen Literatur. Außerdem schrieb er eine Geschichte der Flämischen Bewegung.
Er war Mitglied der Königlich Belgischen Akademie der Wissenschaften und der Königlich Belgischen Historischen Kommission. Die Königlich Niederländische Akademie der Wissenschaften nahm ihn 1892 als auswärtiges Mitglied auf.

## Schriften
- Schets eener Geschiedenis der Vlaamsche Beweging, 1906 bis 1909.
- De Nederlanden onder Keizer Karel, Band 1, 1885.
- Corpus documentorum inquisitionis haereticae pravitatis Neerlandicae. Verzameling van stukken betreffende de pauselijke en bisschoppelijke Inquisitie in de Nederlanden, 1889–1906. Digitalisat
- Onze historische volksliederen van voor de zestiende eeuw, 1894.
- De Secten der Geeselaars en der Dansers in de Nederlanden tijdens de 14de Eeuw. In: Mémoires de Académie royale des sciences, des lettres et des beaux-arts de Belgique, Bd. 35 (1898), Teil 5 (zu den Flagellanten)